# 眠狂四郎悪女狩り
『眠狂四郎悪女狩り 』（ねむりきょうしろうあくじょがり）は、1969年公開の日本映画。池広一夫監督、市川雷蔵主演による時代劇、シリーズ第12作。

## 概要
市川雷蔵主演の眠狂四郎映画としては最終作品となった。この作品の撮影時、既に病を患っていた市川は体調が優れず、殺陣シーンの撮影は自ら演じることが出来ず、代役が殺陣を行った。
大映はその後、松方弘樹を主演に迎えて眠狂四郎シリーズの製作を継続、同年『眠狂四郎円月殺法』を公開した。

## あらすじ
千代田城大奥では、側室の2人、錦小路とお千加が激しく権力の座を争っている。一方では大奥総取締役と大目付が、続々と逆らう幕閣の要人たちを暗殺、またお千加に加担する女たちを手籠めの上に殺害、これ全て、眠狂四郎の仕業であるとの噂を流す。そして狂四郎は大奥へと誘い出される。

## 配役
- 市川雷蔵 ：眠狂四郎
- 藤村志保 ：小夜
- 久保菜穂子 ：錦小路
- 江原真二郎  ：川口周馬
- 長谷川待子 : 幾野
- 宇田あつみ : 志野
- 毛利郁子 : 女面の女Ａ
- 橘公子 : 滝山
- 杉山昌三九 : 神尾清十郎
- 南条新太郎 : 役人
- 寺島雄作 : 野次馬
- 南部彰三 : 御典医
- 玉置一恵 : 坂井対馬守
- 堀北幸夫 : 侍
- 沖時男 : 野次馬
- 矢代洋子 : 千鶴
- 小林加奈枝 : 中条流の老婆
- 行友圭子 : 環
- 松尾嘉代 ：お千加
- 吉田日出子 ：茜
- 伊達三郎 : おらんだ屋惣兵衛
- 朝丘雪路 ：お菊
- 小池朝雄 ：板倉正源

## 併映作品
- 『ある女子高校医の記録 失神』 : 弓削太郎監督作品

## 市川雷蔵主演 眠狂四郎シリーズ
- 眠狂四郎殺法帖（1963年11月2日公開) 監督：田中徳三
- 眠狂四郎勝負（1964年1月9日公開）監督：三隅研次
- 眠狂四郎円月斬り（1964年5月23日公開）監督：安田公義
- 眠狂四郎女妖剣（1964年10月17日公開）監督：池広一夫
- 眠狂四郎炎情剣（1965年1月13日公開）監督：三隅研次
- 眠狂四郎魔性剣（1965年5月1日公開）監督：安田公義
- 眠狂四郎多情剣（1966年3月12日公開）監督：井上昭
- 眠狂四郎無頼剣（1966年11月9日公開）監督：三隅研次
- 眠狂四郎無頼控 魔性の肌（1967年7月15日公開）監督：池広一夫
- 眠狂四郎女地獄（1968年1月13日公開）監督：田中徳三
- 眠狂四郎人肌蜘蛛（1968年5月1日公開）監督：安田公義
- 眠狂四郎悪女狩り（1969年1月11日公開）監督：池広一夫